# Itomyia curvata
Itomyia curvata är en tvåvingeart som beskrevs av Mitsuhiro Sasakawa 2005. Itomyia curvata ingår i släktet Itomyia och familjen lövflugor. Inga underarter finns listade i Catalogue of Life.